# De Vliegende Hollander (musical)
De Vliegende Hollander is een Nederlandse musical uit 2004 van Tjeerd de Haas (Muziek) en Sebastiaan Smits (teksten). De eerste versie van het stuk werd geproduceerd door Greg & Baud Productions uit Zoetermeer. De musical is gebaseerd op het verhaal over het gelijknamige spookschip, dat bekend werd door de opera van Richard Wagner. Het vertrek van Kapitein Willem van der Decken, ook wel geschreven als Willem van DEN Decken, uit Terneuzen vormt het vertrekpunt van de musical.
De musical ging in première op 11 juni 2004 in het Buytenpark Theater in Zoetermeer met in de hoofdrollen Jeroen Phaff als Willem van den Decken en Marleen van der Loo als Maria Haartogh. Daarnaast is de musical in september 2006 in een workshopversie uitgevoerd in het Kwadrant Theater in Zoetermeer. In oktober 2007 werd het stuk uitgevoerd door met name derdejaars studenten van de Fontys Hogeschool voor de Kunsten te Tilburg, onder regie van David Verbeeck. In juni 2009 was de musical opnieuw 17 keer te zien in het Zoetermeerse Buytenpark Openluchttheater met Milan van Weelden als Van den Decken. Door een unieke samenwerking met de gemeente Zoetermeer, Fonds 1818 en Floravontuur konden de inwoners van Zoetermeer en andere bezoekers gratis naar de musical. Met als resultaat dat ruim 4200 mensen de musical bezochten.
In het Amsterdamse M-Lab was onder dezelfde titel ook een musicalbewerking te zien van 31 oktober 2007 tot en met 3 november 2007. Deze versie is ook gebaseerd op het verhaal van het spookschip en is geschreven voor Ad van Dijk en Koen van Dijk.